# 医学社会学
医学社会学(英語：Medical sociology)是医学与社会学的架构，研究医学行为、医学组织和医学制度，属于特殊应用社会学分支，也是自然辩证法的一个范畴。医学社会学分为社会医学和健康與疾病社會學。

## 大事年表
- 1838年Auguste Comte尝试对抗疗法（allopathic）。
- 1894年Charles Mclntire首提把医师作社群研究。
- 1902年Elizabeth Blackwell主编《Essays in medical sociology》。
- 1910年James P. Warbasse出版专著。
- 1920年精神病疗法（psychiatry）出现。
- 1957年Robert Straus发表《Sociology of health and illness》。
- 1959年ASA建立并探讨医务人员退休问题，人数561人。
- 1960年JHHB创刊。
- 1961年Eliot Freidson主编JHHB。
- 1964年医学社会学人数达到900人。
- 1967年ASA接管JHHB改名JHSB。
- 1970年医学教育管理占医学社会学主角，研究生人数为1500人。

- 60年代 查列戈罗德采夫著《医疗的社会问题》，伊祖特金著《医学的社会学》。
- 1977年日本创建保健·医疗社会学研究会，年出一册论文集。
- 1979年英国《Sociology Health&Illness》创刊。
- 1981年中国成立医学社会学研究组，创刊《医学社会学研究通迅》。
- 1983年台湾蓝采凤、廖荣利合著《医学社会学》。
- 1987年美国H.恰范特、蔡勇美和中国刘宗秀、阮芳赋合著《医学社会学》。[1]

## 研究领域和工具
医学社会学主要研究社会角色:医事放射师、护士、醫事檢驗師、药师、营养师、医师、病人以及角色系统，与医学伦理相关，处理医患关系。医学社会学还研究特殊领域如军事、宗教等的医学社会问题。医疗保健机构的组织结构、服务形式和社会效用也是医学社会学的研究范围。医学社会学的开发工具有流行病学转变，古典工具是临床和实验，运用模式有生物模式、心理模式等。